# Louis Combettes
Pas d'image ? Cliquez ici

a Compétitions nationales et continentales officielles uniquement.

Louis Combettes, né le 14 décembre 1925 à Carmaux (Tarn) et mort le 31 mars 1991 à Carmaux (Tarn), est un joueur de rugby à XV et de rugby à XIII, évoluant au poste de talonneur dans les années 1940 et 1950.
Natif de Carmaux, il débute en première division avec le club de la ville l'U.S. Carmaux. Après une année au Stade bordelais (S.B.U.C.), il revient à l'U.S. Carmaux et remporte le Championnat de France en 1951 sous la houlette de leur entraîneur Marcel Dax.
Il change ensuite de code de rugby et signe au R.C. Albigeois en rugby à XIII. Il remporte à deux reprises le Championnat de France en 1956 et 1958 sans toutefois être titulaire en finale.

## Palmarès

### Rugby à XV
- Collectif :
  - Vainqueur du Championnat de France : 1951 (Carmaux).

#### Détails en club
| Saison    | Saison          | Championnat           | Championnat               |
| Saison    | Saison          | Comp.                 | Class.                    |
| --------- | --------------- | --------------------- | ------------------------- |
| 1946-1947 | U.S. Carmaux    | Championnat de France | 2e phase de qualification |
| 1947-1948 | Stade bordelais | Championnat de France | 2e phase de qualification |
| 1948-1949 | U.S. Carmaux    | Championnat de France | Poule de six              |
| 1949-1950 | U.S. Carmaux    | Championnat de France | 1/4 finale                |
| 1950-1951 | U.S. Carmaux    | Championnat de France | Vainqueur                 |
| 1951-1952 | U.S. Carmaux    | Championnat de France | ?                         |
| 1952-1953 | U.S. Carmaux    | Championnat de France | Phase de qualification    |
| 1953-1954 | U.S. Carmaux    | Championnat de France | 1/8 finale                |

### Rugby à XIII
- Collectif :
  - Vainqueur du Championnat de France : 1956 et 1958 (Albi).

#### Détails en club
| Saison    | Saison         | Championnat           | Championnat | Coupe           | Coupe      |
| Saison    | Saison         | Comp.                 | Class.      | Comp.           | Class.     |
| --------- | -------------- | --------------------- | ----------- | --------------- | ---------- |
| 1955-1956 | R.C. Albigeois | Championnat de France | Vainqueur   | Coupe de France | 1/4 finale |
| 1956-1957 | R.C. Albigeois | Championnat de France | 1/4 finale  | Coupe de France | 1/4 finale |
| 1957-1958 | R.C. Albigeois | Championnat de France | Vainqueur   | Coupe de France | 1/2 finale |
| 1958-1959 | R.C. Albigeois | Championnat de France | 1/2 finale  | Coupe de France | 1/8 finale |